# Microhyla picta
Microhyla picta es una especie  de anfibios de la familia Microhylidae.

## Distribución geográfica
Se encuentra en Vietnam. 